# Mister Leather Europe
Il Mister Leather Europe, noto anche con la sigla MLE, è un concorso continentale europeo, organizzato dall'European Confederation of Motorsport Club, riservato ai leathermen che si svolge dal 1985 con frequenza annuale nel mese di ottobre, nel 2009 è giunto alla venticinquesima edizione. L'aggiudicazione del concorso garantisce la partecipazione alle finali del Mister Leather International di Chicago.

## Storia
Il primo concorso conosciuto si è svolto nel 1985 a Stoccolma, in Svezia: il vincitore fu David Risenborough.

## Caratteristiche del concorso

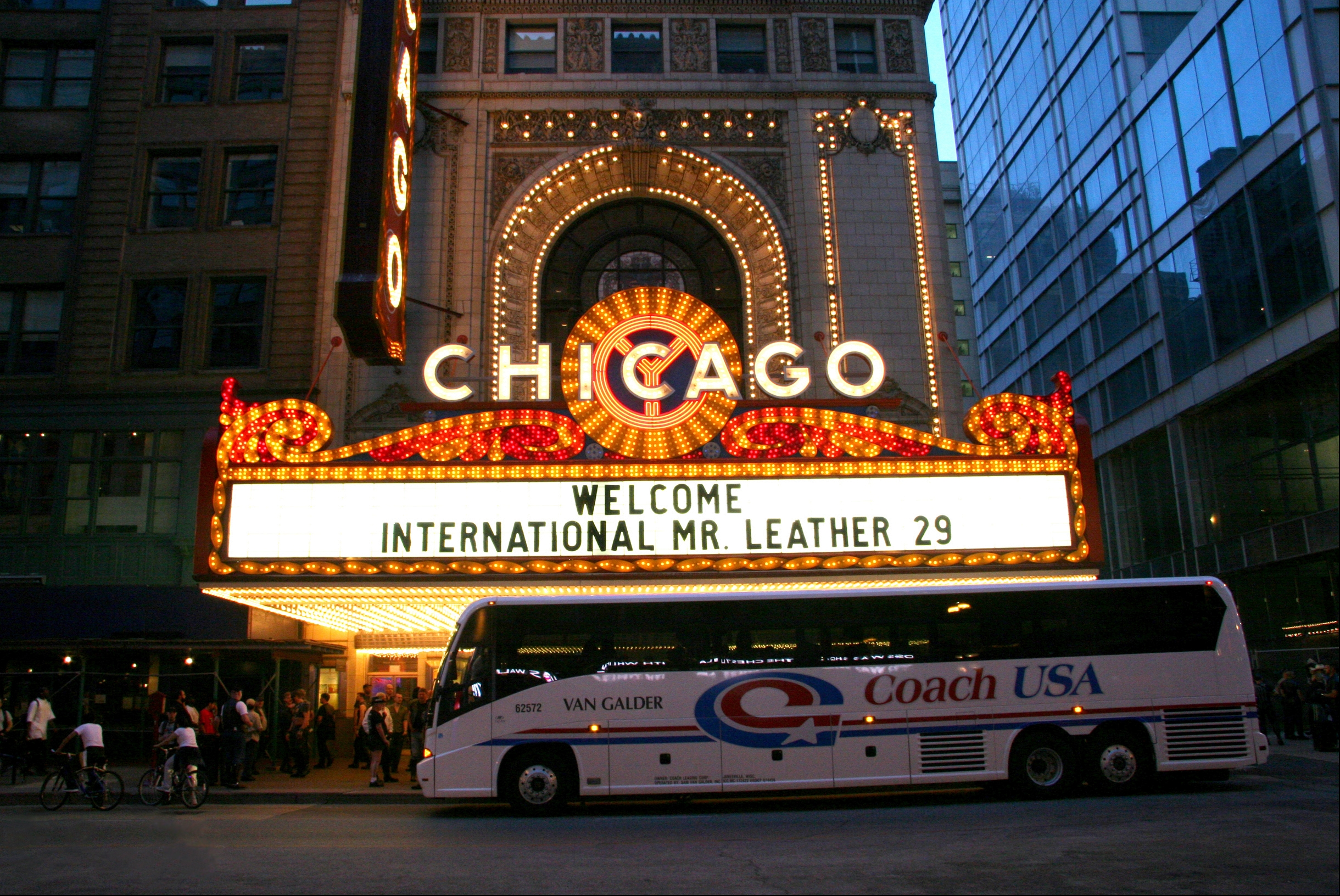
L'International Mr. Leather Nr. 29, 2007 al Chicago Theater

Il Mister Leather Europe è organizzato dall'ECMC (European Confederation of Motorsport Club) ed è ospitato ogni anno in una città diversa da un diverso club appartenente all'associazione..
I partecipanti al Mister Leather Europe possono sia essere vincitori dei rispettivi concorsi nazionali o regionali, sia di concorsi organizzati da singoli club aderenti all'ECMC. I vincitori ricevono solitamente in premio il viaggio e la possibilità di partecipare a Mister Leather International che si svolge ogni anno nel mese di maggio a Chicago.
Il concorso si svolge durante il fine settimana dedicato alla AGM, (Annual General Meeting) dei club associati all'ECMC, ed è ospitato ogni anno da un differente club. Il programma dell'AGM prevede solitamente:
Venerdì:
- Welcome party (con la presentazione dei candidati);

Sabato:
- (mattina e primo pomeriggio) Assemblea dei club ECMC;
- (sera) Cena di Gala;
- (notte) Concorso di Mister Leather Europe e party;

Domenica:
- (mattina) Farewell Brunch.

Normalmente, come avvenuto anche nel 2008 e nel 2009, il concorso prevede due diversi momenti:
1. l'intervista sul palco (durante la quale viene giudicato anche il look leather);
2. lo show (a tematica leather) dei candidati.

## Punteggio
Le modalità di calcolo del punteggio variano di anno, essendo decise dal club che ospita la serata. Normalmente, esso è una combinazione del voto espresso dalla giuria e di quello espresso dal pubblico.
Nel 2009, il club ospitante (Leather Club Roma) riportava nel regolamento:
La giuria è composta da un giudice per ciascuno dei club che presentano un candidato. Ogni giudice esprime un voto per tutti i candidati, eccetto per quello designato dal suo stesso club. I voti variano da 1 (minimo) a 10 (massimo). Il voto del pubblico verrà calcolato considerando il candidato più votato a cui verrà attribuito un ulteriore punteggio -da sommare a quello della giuria- di 5.5 punti. Nel caso di parità tra due o più candidati, la giuria voterà nuovamente per i soli candidati a pari merito. In questo caso, nella nuova votazione conterà il solo voto della giuria e non ci sarà un nuovo voto del pubblico

## Vincitori di Mister Leather Europe
| Anno | Data       | Vincitore                   | Titolo (o sponsor) del vincitore | Città di provenienza del vincitore | Numero di candidati | Città di svolgimento del concorso                  | Club ospitante                                      |
| ---- | ---------- | --------------------------- | -------------------------------- | ---------------------------------- | ------------------- | -------------------------------------------------- | --------------------------------------------------- |
| 1985 | ?          | David Riseborough.          | ?                                | ?                                  | ?                   | Stoccolma, Svezia                                  | ?                                                   |
| 1986 | ?          | ?                           | ?                                | ?                                  | ?                   | ?                                                  | ?                                                   |
| 1987 | ?          | Thomas Karasch              | ?                                | Amburgo, Germania                  | ?                   | ?                                                  | ?                                                   |
| 1988 | ?          | Vincente Jimenez            | ?                                | Barcellona, Spagna                 | ?                   | ?                                                  | ?                                                   |
| 1989 | ?          | ?                           | ?                                | ?                                  | ?                   | ?                                                  | ?                                                   |
| 1990 | ?          | ?                           | ?                                | ?                                  | ?                   | ?                                                  | ?                                                   |
| 1991 | ?          | ?                           | ?                                | ?                                  | ?                   | ?                                                  | ?                                                   |
| 1992 | ?          | A. J. Steigenberger         | ?                                | [?                                 | ?                   | ?                                                  | ?                                                   |
| 1993 | ?          | ?                           | ?                                | ?                                  | ?                   | ?                                                  | ?                                                   |
| 1994 | ?          | ?                           | ?                                | ?                                  | ?                   | ?                                                  | ?                                                   |
| 1995 | 05/11/1995 | Antonio Sanchez             | ?                                | Madrid, Spagna                     | ?                   | Amsterdam, Paesi Bassi                             | MSC Amsterdam                                       |
| 1996 | ?          | Dario van der Lundin Videla | ?                                | ?                                  | ?                   | Bruxelles, Belgio                                  | MSC Belgium                                         |
| 1997 | ?          | Stein Losnegaard            | ?                                | ?                                  | ?                   | Manchester, Inghilterra                            | Manchester Super Chain, Motor Sports Club (MSC-MSC) |
| 1998 | ?          | Rob Scheers                 | ?                                | Anversa, Belgio                    | ?                   | ?                                                  | ?                                                   |
| 1999 | ?          | Peter Wallace               | Mr. Leather SLM-Oslo             | Göteborg, Svezia                   | ?                   | Copenaghen, Danimarca                              | SLM Copenaghen                                      |
| 2000 | ?          | ?                           | ?                                | ?                                  | ?                   | ?                                                  | ?                                                   |
| 2001 | 06/10/2001 | Maurizio                    | Mr Leather Italy                 | Varese, Italia                     | ?                   | Stoccarda, Germania                                | ?                                                   |
| 2002 | ?          | Fernando Manzali            | Mr. Leather Italy                | Vicenza, Italia                    | ?                   | Parigi                                             | ?                                                   |
| 2003 | ?          | Saad                        | Mr Baltic Battle                 | Stoccolma, Svezia                  | ?                   | Amburgo, Germania a bordo della nave Cap San Diego | MSC Hamburg                                         |
| 2004 | ?          | Roberto Menichetti          | ?                                | ?                                  | ?                   | ?                                                  | ?                                                   |
| 2005 | ?          | Christian Roger             | ?                                | ?                                  | ?                   | ?                                                  | ?                                                   |
| 2006 | ?          | Simen Enersen               | Mr Leather Denmark               | Aarhus, Danimarca                  | ?                   | ?                                                  | SLM Oslo                                            |
| 2007 | 27/09/2007 | Martin Cedergren            | Mr Baltic Battle                 | Stoccolma, Svezia                  | 5                   | Gamla Tryckeriet, Stoccolma                        | SLM Stockholm                                       |
| 2008 | 18/10/2008 | Ralf Lauritzen Rasmussen    | Mr. Leather Denmark              | Copenaghen, Danimarca              | 6                   | Universal Hall, Berlino                            | BLF Berlin                                          |
| 2009 | 03/10/2009 | Pieter Claeys               | Mr. MS Amsterdam                 | Amsterdam, Paesi Bassi             | 5                   | RistoTheatre, Roma                                 | Leather Club Roma                                   |
| 2010 | 02/10/2010 | Eric Gutierrez              | Mr Leather France                | Parigi, Francia                    | 9                   | Tanzhaus West, Frankfurt                           | FLC Frankfurter Leder Club                          |
| 2011 | 01/10/2011 | Alexi Carpentieri           | Mr Baltic Battle                 | Stoccolma, Svezia                  | 10                  | Kulturhuset Islands, Copenaghen                    | SLM Copenaghen                                      |
| 2012 | 20/10/2012 | Kilker Alcaraz              | Mr Leather UK                    | Londra, Regno Unito                | 9                   | Mazza Restaurant, YoHo, Amburgo                    | Spike Hamburg                                       |
| 2013 | 09/11/2013 | Francesco                   | Mr Leatherman Italia             | Milano, Italia                     | 9                   | Kofler Restaurant, Padova                          | Leather Friends Italia                              |
| 2014 | 25/10/2014 | Arnaud                      | Mr. Leather Amsterdam            | Amsterdam, Paesi Bassi             | 7                   | Club Church, Amsterdam                             | MS Amsterdam                                        |